# فرانك جونستون (رسام)
فرانك جونستون هو رسام كندي، ولد في 19 يونيو 1888 في تورونتو في كندا، وتوفي بنفس المكان في 19 يوليو 1949.